# Mehmed VI.

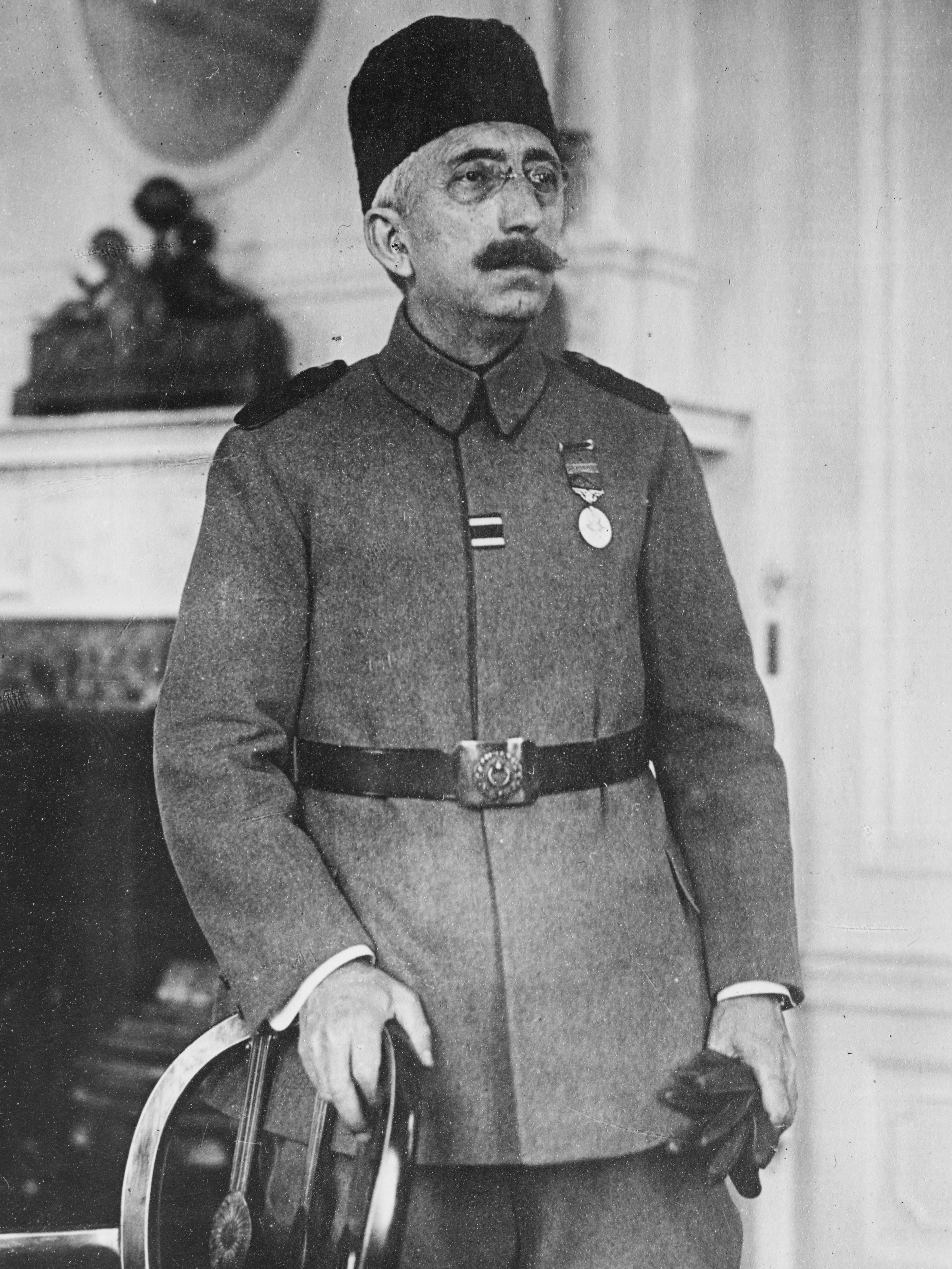
Mehmed VI.

Mehmed VI. Vahideddin (محمد وحید الدین / Meḥemmed Vaḥīd ed-Dīn; geboren am 4. Januar 1861 in Istanbul; gestorben am 16. Mai 1926 in Sanremo, Italien) entstammte der Dynastie des Hauses Osman und war von 1918 bis 1922 letzter Sultan des Osmanischen Reiches.

Tughra Mehmeds VI.

## Frühe Jahre
Mehmed Vahideddin wurde am 4. Januar 1861 im Dolmabahçe-Palast in Istanbul geboren. Er war der jüngste von 19 Söhnen des osmanischen Sultans Abdülmecid I. mit dessen Gemahlin, der tscherkessischen Prinzessin Gülüstü Kadın Efendi. Nach dem frühen Tod seiner Eltern erfuhr Prinz Mehmed Förderung durch seinen älteren Halbbruder, den seit 1876 regierenden Sultan Abdülhamid II. Mehmed, dem kaum Chancen eingeräumt wurden, einmal den Thron zu erben, galt als intelligent, elegant und politisch interessiert. Intensiv widmete er sich dem Studium islamischer Literatur.
Nach dem Tod des Kronprinzen Yusuf Izzettin Efendi am 1. Februar 1916 wurde Mehmed neuer Thronfolger (Veliaht) seines älteren Halbbruders Sultan Mehmed V.; ihm wurde der Vahdettin-Pavillon gewidmet. Als Kronprinz besuchte er während des Ersten Weltkriegs die verbündeten Mächte Österreich-Ungarn und das Deutsche Reich, politischen Einfluss indes gewann er nicht.

## Als Sultan (1918 bis 1922)

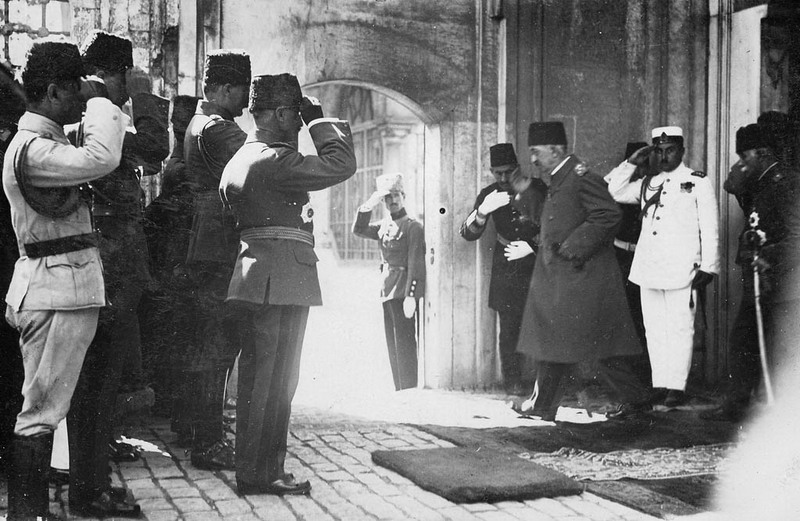
Mehmed VI. beim Verlassen des Dolmabahçe-Palastes (1922)

Am 3. Juli 1918 verstarb Sultan Mehmed V. Als ältestes männliches Mitglied der Osmanen-Dynastie folgte ihm Prinz Mehmed auf den Thron. Mehmed VI. wurde am folgenden Tag in der Eyüp-Sultan-Moschee als 36. Sultan (Padischah) und 29. Kalif des Osmanischen Reiches feierlich mit dem Schwert des Staatsgründers Osman I. umgürtet. Von Beginn seiner Herrschaft an war Mehmed bestrebt, die unter seinem schwachen Vorgänger verloren gegangene Autorität des Monarchen zu stärken, und griff daher aktiver in die Politik ein. Allerdings war die militärische Lage des Osmanischen Reiches im Sommer 1918 desolat: Britische Truppen hatten die Fronten in Mesopotamien und Palästina überrannt und wichtige Städte wie Bagdad und Jerusalem erobert. Nachdem auch Damaskus gefallen war, sah der Sultan sich zu Verhandlungen mit der Entente gezwungen, die am 30. Oktober 1918 in den Waffenstillstand von Moudros mündeten. Darin verpflichtete sich das Osmanische Reich, die Kampfhandlungen einzustellen, sämtliche Gebiete außerhalb Anatoliens zu räumen und der Entente die Einrichtung einer Militärverwaltung zur Kontrolle Istanbuls und der Meerengen einzugestehen.
In den folgenden Monaten hoffte Mehmed, durch enge Zusammenarbeit mit der Entente günstige Bedingungen für einen Friedensschluss zu erlangen und seiner Dynastie die Herrschaft zu erhalten. Die Regierung des Sultans ging auf sämtliche Forderungen der Siegermächte ein und wurde praktisch zu deren Ausführungsorgan. Auf der Konferenz von Sanremo im April 1920 akzeptierten seine Unterhändler die territoriale Neuordnung des Nahen Ostens, die das Osmanische Reich auf Anatolien reduzierte. Großbritannien erhielt die Mandatsverwaltung über Mesopotamien und Palästina, Frankreich über den Libanon und Syrien. Die Arabische Halbinsel (Hedschas) wurde unabhängig, und Griechenland wurden Gebiete an der Westküste Anatoliens zugesprochen. Die Bestimmungen setzten den Sultan innenpolitisch enorm unter Druck. Die Nationalisten forderten den Erhalt der territorialen Integrität und der nationalen Souveränität, lehnten die Beschlüsse ab und beschuldigten den Sultan des Landesverrats. Dieser sah sich daher gezwungen, am 11. April 1920 das Parlament aufzulösen, worauf die Nationalisten in Ankara eine revolutionäre Gegenregierung um den populären General Mustafa Kemal bildeten und sich militärisch gegen die Ententemächte auflehnten (Türkischer Befreiungskrieg 1919–1923, darunter Griechisch-Türkischer Krieg 1919–1922). Der am 10. August 1920 abgeschlossene Vertrag von Sèvres bestätigte die Bestimmungen aus San Remo.
Die Streitkräfte der nationalen Regierung konnten sich militärisch behaupten und schlossen im Oktober 1922 einen Waffenstillstand mit der Entente. Die Mehrheit der Großen Nationalversammlung forderte nun das Ende der Monarchie. Am 1. November 1922 beschloss sie die Trennung des Kalifat vom Sultanat sowie die Aufhebung des Letzteren. Nach 622 Jahren endete damit die Herrschaft des Hauses Osman. Gemäß den Vereinbarungen mit Großbritannien wurde Mehmed des Landes verwiesen und verließ am 17. November 1922 an Bord des britischen Kriegsschiffs Malaya sein Land. Nachfolger als Kalif wurde sein Cousin Abdülmecid II., bis 1924 auch das Kalifat abgeschafft wurde.

## Exil und Tod
Im Exil lebte der entthronte Sultan zunächst auf Malta, später stellte ihm der italienische König Viktor Emanuel III. eine Villa in Sanremo an der italienischen Riviera zur Verfügung. Die Ausrufung der Republik Türkei am 29. Oktober 1923 beendete jegliche Hoffnungen auf die Restauration der Monarchie.
Mehmed VI. starb am 16. Mai 1926 in San Remo und fand seine letzte Ruhestätte in der Tekkiye-Süleymans-Moschee in Damaskus. Seine Grabinschrift beginnt mit der üblichen Invocatio, der Anrufung Gottes (هو الحی الباقی / hüve l-ḥayyü l-bāḳī / ‚Er [Gott] ist der Lebendige, der Ewige‘), worauf die Angabe des Standes (السلطان ابن السلطان / es-Sulṭān ibnü s-Sulṭān / ‚der Sultan, Sohn des Sultans‘) folgt. An die Namensnennung (السلطان محمد وحید الدین خان سادس / es-Sulṭān Meḥemmed Vaḥīdeddīn Ḫān-ı sādis / ‚Sultan Meḥemmed Vaḥīdeddīn Ḫān der Sechste‘) schließt sich die Bitte um die Fatiha (روحنه فاتحة / rūḥuna fātiḥa / ‚für seine Seele eine Fatiha‘) an. Abgeschlossen wird die Inschrift mit der Datierung, wobei die Angabe des Geburtsdatums nicht mit der Geburtsaufzeichnung (21. Cemāẕī l-āḫir 1277) übereinstimmt:

«ولادتی ۲۱ شباط ١٨٦١ (۲۰ رجب ۱۲۷۷) ـ وفاتی ۱٦ مایس ۱۹۲٦ (۱۸ ذی لحجه ١٣٤٥)»

„vilādeti 21 Şubaṭ 1861 (20 Receb 1277) – vefātı 16 Mayıs 1926 (18 Ẕī l-ḥicce 1345)“

„Geboren 21. Februar 1861 (20. Receb 1277) – Gestorben 16. Mai 1926 (18. Ẕī l-ḥicce 1345)“

## Ehe und Nachkommen
Am 8. Juni 1885 heiratete Mehmed Prinzessin Emine Nazikeda Kadın Efendi (1866–1941), in der Folge seine Hauptfrau. Aus der Ehe gingen drei Töchter hervor:
- Fenire (1888)
- Fatma Ulviye (1892–1967)
- Rukiye Sabiha (1894–1971)

Außerdem hatte er noch vier Nebenfrauen:
- Seniye Inshira (1887–1930) seit 8. Juli 1905, die kinderlose Ehe wurde geschieden
- Sadiye Mevedett (1893–1951) seit 25. April 1911. Aus dieser Ehe ging ein Sohn hervor: Şehzade Ertuğrul (1912–1944)
- Nevare (1901–1992) seit 20. Juni 1918, die kinderlose Ehe wurde 1924 geschieden
- Nimit Nevzad (1902–1992) seit 1. September 1921